# Hoàng Trung
Hoàng Trung (chữ Hán: 黄忠, bính âm: Huáng Zhōng; (?-220), tự Hán Thăng (漢升), là một vị tướng cuối thời Đông Hán, đầu thời Tam Quốc trong lịch sử Trung Quốc. Ông nổi tiếng với chiến thắng ở núi Định Quân năm 219, trong đó tướng địch là Hạ Hầu Uyên bị tiêu diệt.
Mặc dù không rõ năm sinh (không được ghi chép trong sách sử), nhưng Hoàng Trung được miêu tả trong tiểu thuyết Tam Quốc diễn nghĩa như là một "lão tướng", đã già nhưng sức địch muôn người, lập nhiều công lao cho Lưu Bị và là một trong Ngũ hổ tướng của quân Thục gồm: Quan Vũ, Trương Phi, Mã Siêu, Hoàng Trung và Triệu Vân.

## Cuộc đời và sự nghiệp

### Làm tướng ở Trường Sa
Hoàng Trung là người ở quận Nam Dương thuộc Kinh châu.
Kinh Châu mục Lưu Biểu cho ông làm Trung lang tướng, cùng với Lưu Bàn (cháu Lưu Biểu) trấn thủ huyện Du thuộc quận Trường Sa.
Năm 208, Lưu Biểu chết, con Biểu là Lưu Tông đầu hàng, dâng Kinh châu cho Tào Tháo. Tháo cho Hoàng Trung kiêm chức Tỳ tướng, vẫn giữ chức trách cũ, dưới quyền thái thú Trường Sa là Hàn Huyền.
Sau khi Chu Du đánh bại Tào Tháo ở Xích Bích, Lưu Bị đem quân đến lấy Kinh Châu. Hoàng Trung quy phục Lưu Bị.

### Theo Lưu Bị vào Tây Xuyên
Năm 210, Lưu Bị mang quân vào Tây Xuyên, giả vờ giúp Lưu Chương chống Trương Lỗ, nhưng thực chất là âm mưu cướp lấy Ích châu của Chương.
Hoàng Trung theo Bị vào Thục. Tại cửa ải Hà Manh, Trung nhận lệnh quay đầu tấn công Lưu Chương. Ông thường dũng cảm xung phong đi đầu trước các sĩ tốt, được đánh giá là can đảm, cương nghị. Sau khi đánh chiếm được Ích châu, Lưu Bị phong ông làm Thảo lỗ tướng quân (討虜將軍).

### Hán Trung lập công
Cuối năm 218, Hoàng Trung theo Lưu Bị tấn công lên Hán Trung - vùng đất Tào Tháo mới chiếm được của Trương Lỗ. Quân Thục nhanh chóng lấy cửa ải Dương Bình, sang đầu năm 219, vượt qua sông Miện Thủy. Lưu Bị đóng quân hạ trại tại núi Định Quân, Hoàng Trung được lệnh cầm một cánh quân mai phục ở phía sau đỉnh núi này.
Tướng Tào Ngụy là Hạ Hầu Uyên không biết là mưu kế, mang toàn quân tới đánh doanh trại của Lưu Bị. Trong khi hai bên đang xô xát kịch liệt, đột nhiên Hoàng Trung từ trên cao thúc trống đánh xuống, khí thế rất mạnh vào sườn quân Tào. Quân Tào bị đánh tan nát không còn hàng trận. Quân của Hoàng Trung giết được Hạ Hầu Uyên và Thứ sử Ích châu của Tào Tháo là Triệu Ngung.
Nhờ chiến công ở trận này, Hoàng Trung được phong là Chinh Tây tướng quân (征西將軍).

### Được phong chức tước
Tháng 7 năm 219, Lưu Bị tự xưng là Hán Trung vương, bổ nhiệm Hoàng Trung làm Hậu tướng quân (後將軍), ngang hàng với Quan Vũ (Tiền tướng quân), Mã Siêu (Tả tướng quân) và Trương Phi (Hữu tướng quân), đứng trên Triệu Vân (Dực tướng quân). Ông còn được ban tước Quan Nội hầu (關內侯).
Quan Vũ đang trấn thủ Kinh châu, nghe tin Hoàng Trung là người mới mà có địa vị ngang hàng, thì tỏ ra không bằng lòng. Sau vì Phí Thi thuyết phục giải thích, Quan Vũ mới thôi bất bình.

### Qua đời và hậu duệ
Năm 220, Hoàng Trung lâm bệnh mất, được đặt tên thụy là Cương hầu (剛侯). Không rõ ông thọ bao nhiêu tuổi, nhưng đời sau khi nhắc đến người già mà sức còn dẻo dai thường ví với Hoàng Trung, có lẽ do tiểu thuyết Tam Quốc diễn nghĩa miêu tả ông là một "lão tướng".
Con của Hoàng Trung là Hoàng Tự (剛侯) chết sớm, không có người nối dõi.

## Hình tượng trong tác phẩm văn học
Nhân vật Hoàng Trung trong tiểu thuyết Tam Quốc diễn nghĩa của nhà văn La Quán Trung được hư cấu khá nhiều. Dù không rõ năm sinh, nhưng nhân vật này vẫn được mô tả là "lão tướng", võ nghệ ngang nhân vật Quan Vũ, đặc biệt rất giỏi bắn cung. Ông xuất hiện từ hồi 53 đến hồi 81. Ở Trận chiến núi Định Quân, nhà văn La Quán Trung mô tả vai trò của nhân vật Hoàng trung rất lớn. Ông đi cùng Pháp Chính, không có sự tham gia của Lưu Bị. Nhân vật Hoàng Trung cũng được miêu tả là tự tay chém nhân vật Hạ Hầu Uyên "đứt làm 2 đoạn".

### Trận chiến hư cấu
Trận chiến hư cấu giữa nhân vật Hoàng Trung và nhân vật Quan Vũ tại Trường Sa được tác giả mô tả rất hấp dẫn. Tài nghệ của hai nhân vật ngang nhau, đánh không phân thắng bại. Hoàng Trung bị thái thú Hàn Huyền nghi ngờ thông đồng với Quan Vũ nên sai mang chém. Nhưng ông được Ngụy Diên đánh vào pháp trường cứu sống. Tuy vậy ông vẫn không đồng tình với việc Ngụy Diên đi giết Hàn Huyền, cuối cùng ông không ngăn cản được. Lưu Bị, Quan Vũ phải thuyết phục nhiều lần, Hoàng Trung mới thuận đi theo.

### Cái chết hư cấu
Năm 220, Lưu Bị dẫn 70 vạn đại quân đánh Đông Ngô để báo thù cho Quan Vũ, Trương Phi. Nhân vật Hoàng Trung dẫn quân đến Di Lăng nghênh chiến quân Ngô. Hoàng Trung gặp nhân vật Phan Chương, chém chết bộ tướng hư cấu của Phan Chương là Sư Tịch, Phan Chương chống cự không nổi bỏ chạy. Quan Hưng, Trương Bào đến khen ngợi Hoàng Trung và khuyên ông quay về nhưng Hoàng Trung không nghe. Đánh được vài hiệp, Phan Chương lại bỏ chạy, Hoàng Trung rượt theo, được chừng vài dặm, hai đạo binh mai phục ào tới, một phía là Chu Thái, một phía là Hàn Đương xông ra một lượt. Phía trước Phan Chương phủ vây Hoàng Trung vào giữa. Hoàng Trung cố sức chống cự lại tiếp tục bị trúng tên, may nhờ có Quan Hưng, Trương Bào đến cứu. Lưu Bị nghe tin Hoàng Trung trọng thương thì đến thăm. Đến nửa đêm, nhân vật Hoàng Trung tắt thở. Lưu Bị đau buồn, sai đưa về Thành Đô chôn cất tử tế.